# Autostrada A12 (Belgia)
Autostrada A12 (niderl. Autosnelweg A12) – autostrada w Belgii o długości około 55 km. Łączy Brukselę poprzez Antwerpię z Holandią. Składa się z dwóch odcinków rozdzielonych fragmentem obwodnicy Antwerpii (R1).

## Historia
Trasę oddawano do użytku etapami, od lat 50. aż do 2001 roku:
| Z               | Do                 | Długość | Data |
| --------------- | ------------------ | ------- | ---- |
| Laken           | Meise              | 4 km    | 1957 |
| Meise-Zuid      | Meise-Noord        | 3 km    | 1969 |
| Antwerpen-Noord | Ekeren             | 3,5 km  | 1970 |
| Wilrijk-Valaar  | Antwerpen-Zuid     | 3 km    | 1978 |
| Willebroek      | Boom               | 2 km    | 1982 |
| Stabroek        | granica z Holandią | 12 km   | 1993 |
| Ekeren          | Stabroek           | 3 km    | 2001 |